# Monsieur Cinéma
Monsieur Cinéma est une émission de télévision française consacrée au cinéma proposée et présentée par Pierre Tchernia et Jacques Rouland et diffusée chaque dimanche après-midi sur la deuxième chaîne couleur de l'O.R.T.F. du 18 septembre 1967 à 1972. Elle revient sur Antenne 2 de 1975 à 1977, puis à nouveau de 1978 au 28 juin 1980.

## Histoire
Entre 1972 et 1974, Monsieur Cinéma est remplacé par Le Dernier des Cinq, mais en 1975, il fait son retour sur la toute nouvelle Antenne 2 jusqu'en 1977 où il disparaît de nouveau au profit de Ces Messieurs nous disent qui suit le même concept de jeu mais avec en plus des questions sur le théâtre et la chanson. 
En 1978, Monsieur Cinéma est de retour pour encore deux années avant d'être rebaptisée Jeudi Cinéma en 1980 puis Mardi Cinéma de 1982 à 1988. 

## Principe de l'émission
Pierre Tchernia présentait d'abord l'actualité cinématographique, puis arbitrait un jeu sur le cinéma dans lequel deux candidats devaient répondre à différentes questions sur le septième art. Le gagnant devenait Monsieur Cinéma. 
Les 23 000 questions étaient conçues par Jean-Claude Romer.
La « marque » Monsieur Cinéma date de 1967. Elle a donné lieu, de la part de Pierre Tchernia et de Jacques Rouland, à plus de sept cents émissions pendant treize ans. L'émission sera remplacée par Jeudi Cinéma de 1980 à 1981 puis Mardi Cinéma de 1982 à 1988.

## Fiche technique
- Musique composée par Gérard Calvi.

## Produits dérivés
En 1976, à l'initiative de Marc Combier, naissent Les Fiches de Monsieur Cinéma. Elles sont éditées par la société Images et Loisirs, dont Pierre Tchernia est directeur de collection. Depuis leur création, ces fiches ont été distribuées à environ cent mille foyers et comptent encore sept mille abonnés.

#### Vidéo
- Extrait de l'émission du 9 février 1975 : Jean-Louis Trintignant se prête au jeu des questions de Monsieur Cinéma.